# Kurent (mitologija)
Kurent, tudi Korant, znano slovansko bajeslovno bitje, čudežni goslač v slovanski mitologiji.
Je tudi Slovansko/Slovenski bog veselja in mogoče celo spolnosti. S časom je postal Kurent pozabljen kot bog, a se je obdržal kot "duh", ki preganja zimo, ko je čas za pust. Danes so najbolj znani kurenti, pustne maske s Ptujskega polja. 